# مری میجلی
مری بئاتریس میجلی (زادهٔ ۱۳ سپتامبر ۱۹۱۹ – درگذشتهٔ ۱۰ اکتبر ۲۰۱۸) فیلسوف بریتانیایی بود. او که مدرس ارشد فلسفه در دانشگاه نیوکاسل بود بابت کارهایش در زمینهٔ علم و اخلاق و حقوق حیوانات شهرت داشت. میجلی اولین کتاب خود، یعنی جانور و انسان، را سال ۱۹۷۸، در آستانهٔ پنجاه‌سالگی نوشت و پس از آن بیش از ۱۵ کتاب دیگر نیز عرضه کرد، از جمله حیوانات و دلیل اهمیت آن‌ها (۱۹۸۳)، شرارت (۱۹۸۴)، نخستی‌سانان اخلاقی (۱۹۹۴) تکامل همچون دین (۱۹۸۵) و علم همچون راه نجات (۱۹۹۲). دانشگاه‌های دورام و نیوکاسل به او دکتری افتخاری اعطا کردند. زندگی‌نامهٔ او تحت عنوان جغد مینروا در سال ۲۰۰۵ منتشر شد.